# روچر

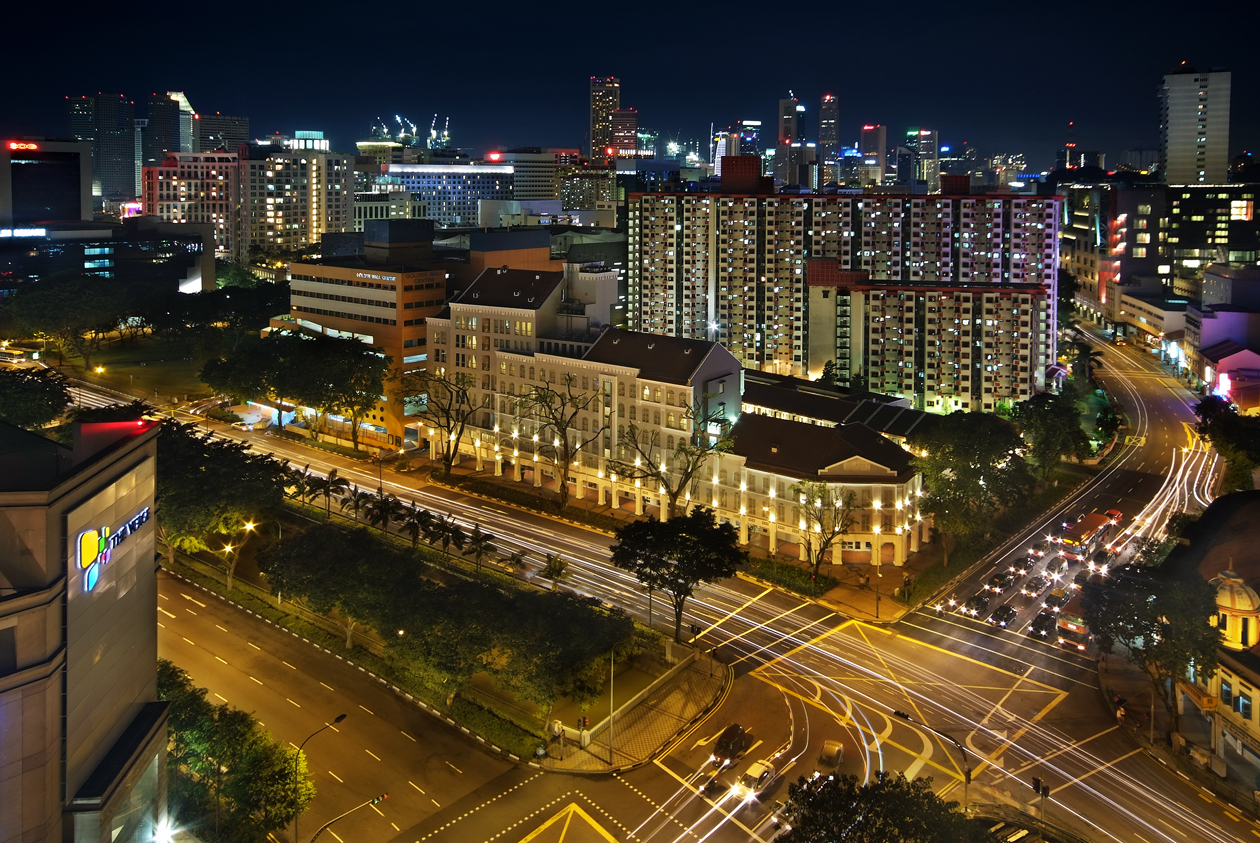
نمایی از روچر، یک ناحیهٔ شهری در کشور سنگاپور - ۲۰۰۹

روچر (به انگلیسی: Rochor) یک ناحیهٔ شهری در کشور سنگاپور است که در سرشماری سال ۲۰۱۰ میلادی، ۱۵٬۶۶۴ نفر جمعیت داشته‌است.